# Distretto di Phipun
Il distretto di Phipun (in thailandese: พิปูน) è un distretto (amphoe) della Thailandia, situato nella provincia di Nakhon Si Thammarat.